# Association Sportive de Monaco Football Club 1980-1981
Questa voce raccoglie le informazioni riguardanti l'Association Sportive de Monaco Football Club nelle competizioni ufficiali della stagione 1980-1981.

## Maglie e sponsor
Nelle partite di campionato, lo sponsor tecnico è Le Coq Sportif e quello ufficiale è RMC. Nelle gare di Coppa di Francia lo sponsor tecnico è Adidas, mentre quello ufficiale è RTL.
| Manica sinistra · Manica sinistra · Maglietta · Maglietta · Manica destra · Manica destra · Pantaloncini · Calzettoni | Manica sinistra · Manica sinistra · Maglietta · Manica destra · Manica destra · Pantaloncini · Calzettoni | Manica sinistra · Manica sinistra · Maglietta · Maglietta · Manica destra · Manica destra · Pantaloncini · Pantaloncini · Calzettoni |

## Rosa
| N. |                    | Ruolo | Calciatore        |
| -- | ------------------ | ----- | ----------------- |
|    | Francia (bandiera) | P     | André Amitrano    |
|    | Francia (bandiera) | P     | Jean-Luc Ettori   |
|    | Francia (bandiera) | P     | Henri Stambouli   |
|    | Francia (bandiera) | D     | Manuel Amoros     |
|    | Francia (bandiera) | D     | Rolland Courbis   |
|    | Francia (bandiera) | D     | Thierry Ninot     |
|    | Francia (bandiera) | D     | Jacques Pérais    |
|    | Francia (bandiera) | D     | Alfred Vitalis    |
|    | Francia (bandiera) | D     | Daniel Zorzetto   |
|    | Francia (bandiera) | C     | Dominique Bijotat |

| N. |                      | Ruolo | Calciatore         |
| -- | -------------------- | ----- | ------------------ |
|    | Francia (bandiera)   | C     | Didier Christophe  |
|    | Francia (bandiera)   | C     | Jean Petit         |
|    | Francia (bandiera)   | C     | Claude Puel        |
|    | Svizzera (bandiera)  | A     | Umberto Barberis   |
|    | Francia (bandiera)   | A     | Bruno Bellone      |
|    | Francia (bandiera)   | A     | Alain Couriol      |
|    | Francia (bandiera)   | A     | Albert Emon        |
|    | Francia (bandiera)   | A     | Roger Ricort       |
|    | Argentina (bandiera) | A     | Víctor Trossero    |
|    | Francia (bandiera)   | A     | Jean-Marc Valadier |

## Risultati

### Coppa delle Coppe
| Arbitro: | Linn |

|                              |           |  |
| Kempes 64’ Morena 89’ (rig.) | Marcatori |  |

| Arbitro: | White |

|                            |           |                                  |
| Petit 7’, 50’ Barberis 21’ | Marcatori | 36’ Morena 74’ Kempes 77’ Felman |